# Autoestrada do Atlântico
A Autoestrada do Atlântico (em castelhano:  Autopista del Atlántico) é uma autoestrada situada na comunidade da Galiza (Espanha).

## Zonas por onde passe e comunica
Comunica com a cidade galega de Ferrol com a fronteira de Portugal, ou seja, cruza de norte a sul no oeste da comunidade da Galiza, atravessando inequivocamente as províncias Corunha e Pontevedra. No extremo sul da autoestrada, ao chegar ao país vizinho, Portugal, altera-se para autoestrada tornando-se na Autoestrada do Minho, com destino à cidade do Porto.
Comunica com grandes cidades turísticas como:

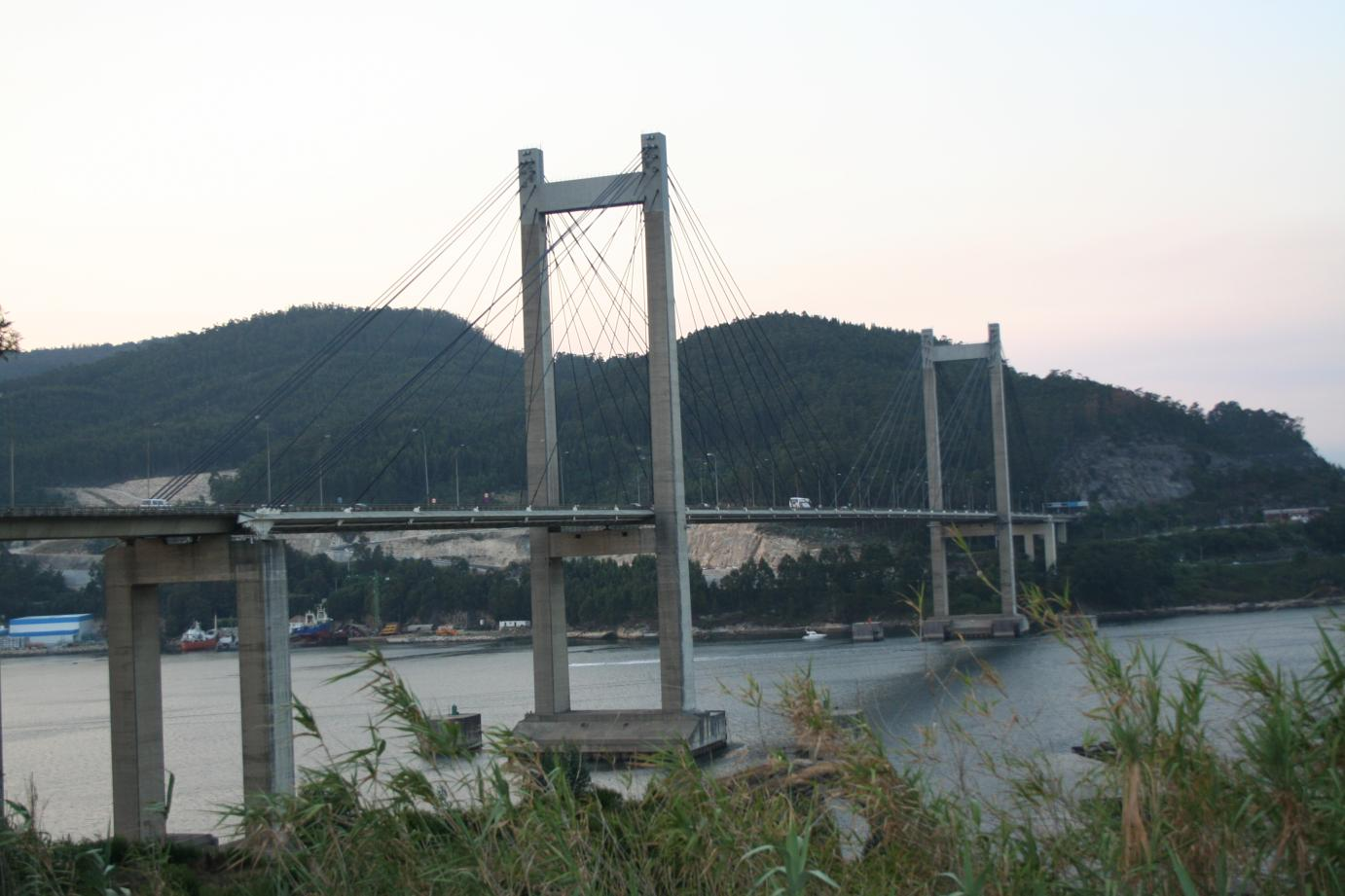
Ponte de Rande

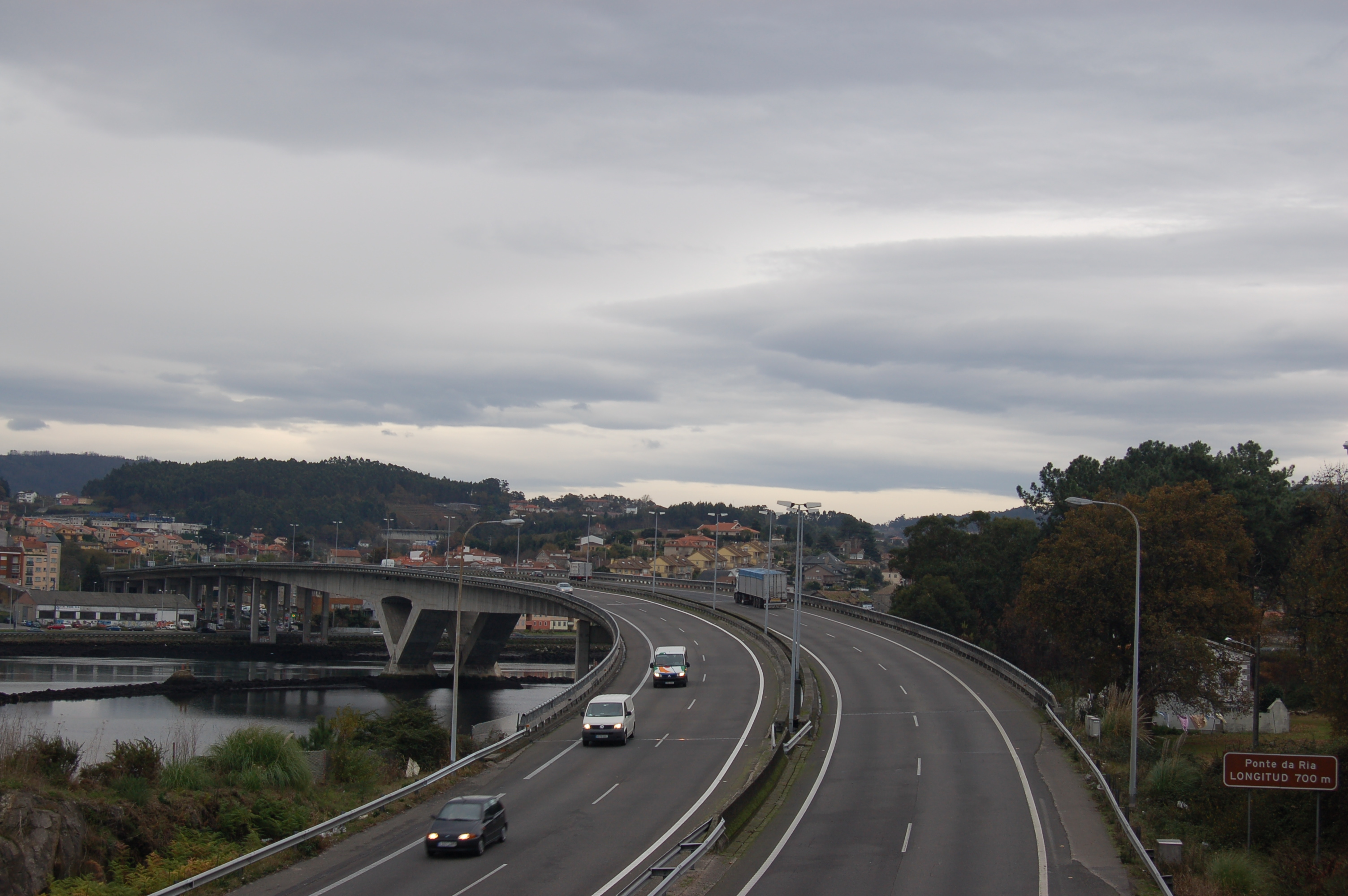
Ponte da Ría, em Pontevedra

| - Ferrol - Corunha | - Santiago de Compostela - Pontevedra | - Vigo - Tui |

## Historia
A construção da autoestrada foi concedida pelo estado em 1973, a Autoestrada do Atlântico, C.E.S.A, hoje pertence à Sacyr Vallehermoso. A autoestrada supostamente foi orçada em cerca de 1.428 milhões de euros.

### Cronologia
Em 16 de Outubro de 1973, se constituiu a sociedade, como se conta mais detalhadamente neste texto, 2 meses e um dia depois começou a construir a famosa Ponte de Rande, foi em 17 de Dezembro desse mesmo ano.
Em 1 de Julho de 1975 se construiu o acesso a Vigo, 2 meses depois da comemoração das obras do troço entre Ponte de Rande-Pontevedra Sul. 
Até ao ano 1984 se construiu anteriormente mas, o troço de Corunha-Santiago em 1976, a inauguração do troço "A Barcala" e Santiago de Compostela Norte, inauguração do troço Guísamo-Cecebre, o troço de Pontevedra-Vigo e a inauguração do troço de "A Barcala" Corunha.
Desde 1984 até 1988 não nenhum tipo de obra pública nem inaugurações, até ao ano 1988, que se inaugurou o troço Santiago Norte-Santiago Sul.
Desde 1988 até 2000 houve os seguintes incidências:
- Obras da ponte sobre a Ria de Pontevedra.
- Inauguração dos troços: Santiago-Padrón; Padrón-Caldas de Reis; Pontevedra Norte e Sul; Caldas de Reis-Pontevedra.
- De 1993 a 1997 os seguintes inícios das obras: Guísamo-Miño; Rande-Puxeiros; Miño-Fene.
- De 1997 a 2000, inauguraram-se todas as obras anteriores mais Teis-Cruzamento de Rebullón. Além disso prolongou-se a Autoestrada do Atlântico com a incorporação do troço de Acesso Norte a Ferrol e a ampliação do período de concessão até ao ano de 2048.

De 2001 até 2006, iniciaram-se só duas obras, as seguintes: Acesso Norte a Ferrol pela Fene, Neda e Barón; e o Cruzamento de Rebullón-Portugal.
Também haviam sucedido dois aniversários, do primeiro troço da autoestrada, em 27 de Abril de 2004, e a inauguração da Ponte de Rande, em Fevereiro de 2006.
Em Fevereiro de 2005 Sacyr Vallehermoso comprou 100% da ENA.

## Outros Dados
A Autoestrada do Atlântico conta com:
- 444 etapas através da autoestrada.
- 65 pontes e viadutos, entre eles em foi o mais largo do mundo, a Ponte de Rande, terá chegado a protagonizar anúncios publicitários. Mede 1555 metros, e chegou a obter em 1979 o prémio europeu de construção metálica mais destacada. Recentemente terá passado de isenção de portagem de cruzar pela Ria de Vigo graças à cooperação entre o Fomento e a Junta da Galiza, que se encarregaram de aplicar portagens.
- 6 túneis, que no total fazem 7 km deste tipo de troço em toda a autoestrada.
- O Governo do PP em 2000 alterou o prolongamento da autoestrada até Ferrol desde Fene e a construção do cruzamento de Rebullón e do troço do lanço desde Rande com isenção para ambos os troços e ampliou a concessão até 2048.

### Dados sobre receitas económicas e intensidade de veículos
Em oito anos, a Autoestrada do Atlântico terá passado de 156,3 km para os actuais 219,6 km, por certo, que aumentaram em 28,8% dos quilómetros, sem encargos, as receitas em euros terão passado dos 46.870.000 € para os 118.290.000 €, por certo, terão subido em 156,52%. Quanto a intensidade de veículos, os dados médios de 22.565 veículos diários em 2004, embora que oito anos antes, em 1996, apenas tivessem passado 13.800 veículos, mais exactamente, 13.852, terá sido um grande aumento, um aumento de 38,61% em oito anos, uma média de 6,29% de crescimento da intensidade anual.

### Tarifas
A tarifa máxima está em (para cruzar de norte a sul desde Ferrol até Tui):
- 14,85€ Para veículos de categoria 1 (motociclos, autocarros turísticos, carrinhas e carrinhas de 2 eixos e 4 rodas, autocarros de 2 eixos…).
- 25,45€ Para veículos de categoria 2 (autocarros de 2 ou 3 eixos e autocarros de 2 eixos com reboque de 1 eixo, camiões de 3 eixos e camiões de 2 eixos com reboque de 1 eixo, autocarros turísticos de 2 eixos e 4 rodas com reboque de 1 eixo com roda gémea…).
- 32,35€ Para veículos de categoria 3 (camiões e autocarros com mais de 4 eixos).